# Megommata raoi
Megommata raoi är en tvåvingeart som beskrevs av Harris 1968. Megommata raoi ingår i släktet Megommata och familjen gallmyggor. Inga underarter finns listade i Catalogue of Life.